# اشنایتنباخ
شهر اشنایتنباخ (به آلمانی: Schnaittenbach) در ایالت بایرن در کشور آلمان واقع شده است.